# Waterland (streek)

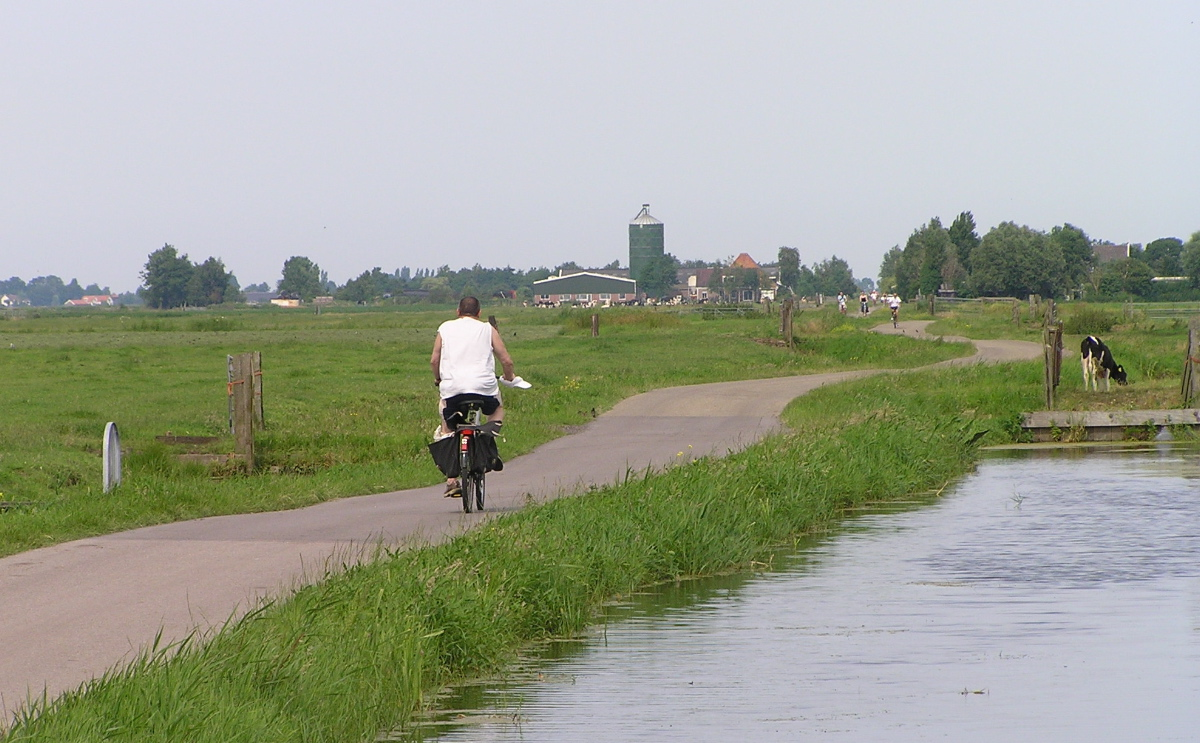
Geringe hoogteverschillen tussen land en water in Waterland

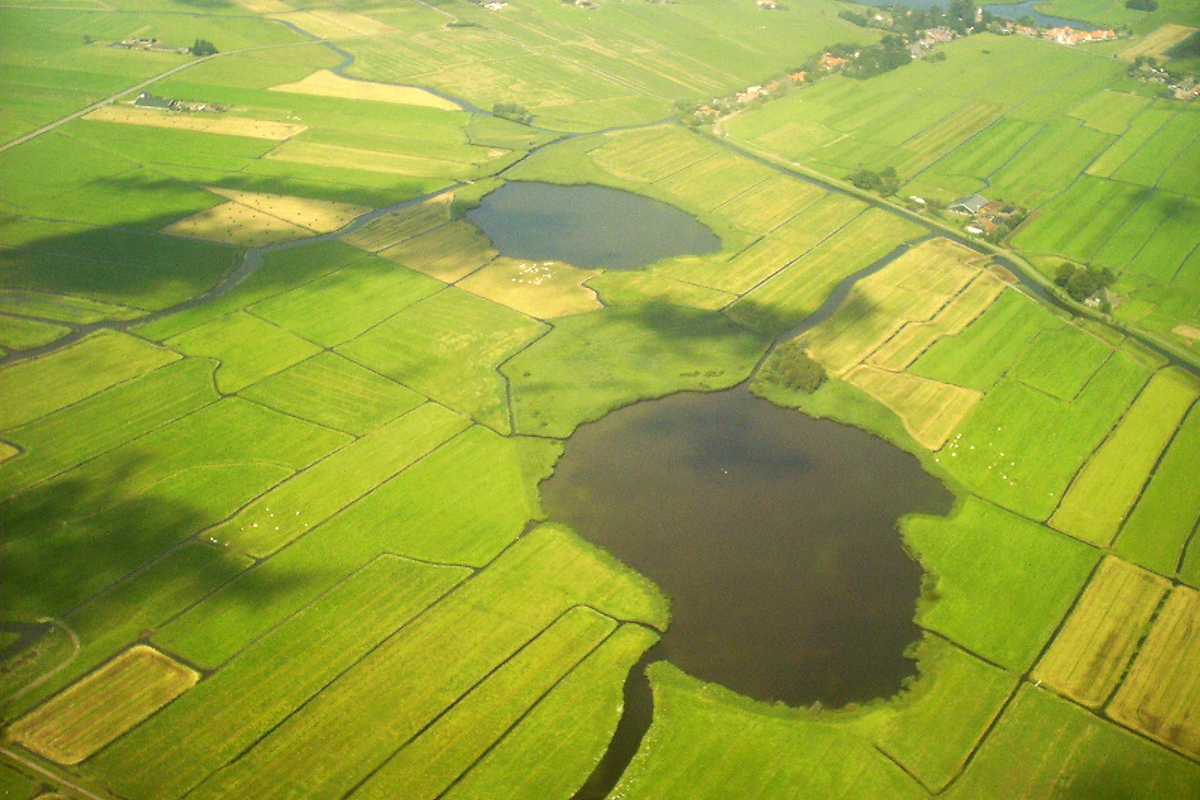
Kleine Meer en Groote Meer nabij Zuiderwoude.

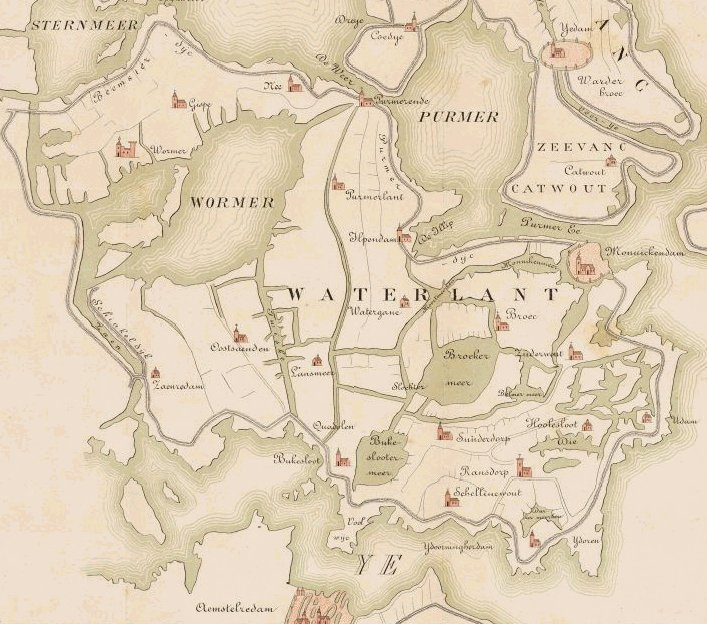
De situatie in Waterland in 1288: de Waterlandse Zeedijk omringt het Waterland, maar de binnenmeren ten noorden staan nog in open verbinding met de Zuiderzee.

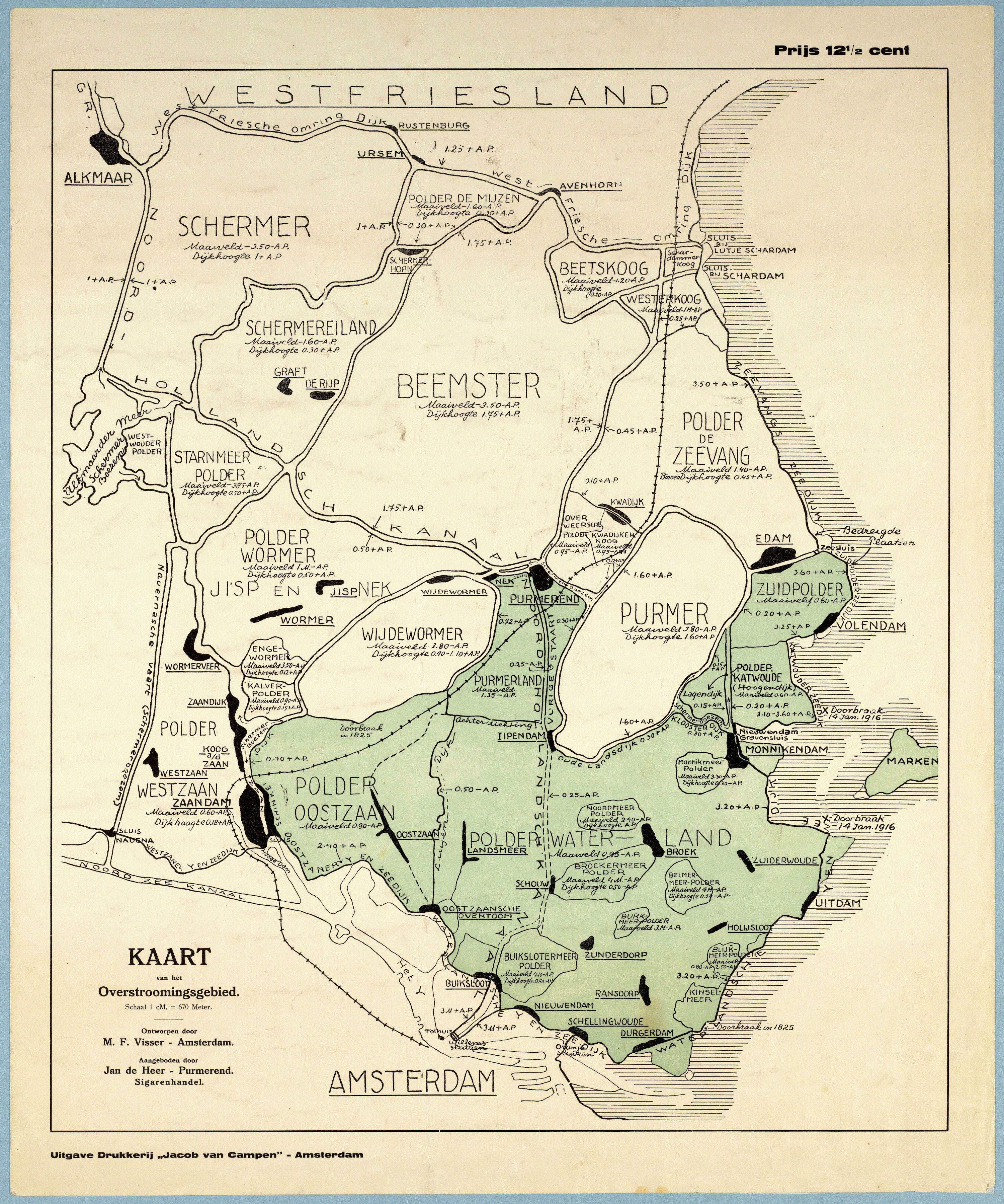
Kaart van het overstromingsgebied Waterland in 1916. Omvattende de polders Waterland, Oostzaan, Purmerland, Zuiderpolder en Katwoude.

Waterland is een streek in de Nederlandse provincie Noord-Holland. Het is een laaggelegen veenweidegebied doorsneden door vele sloten en vaarten. De ondergrond bestond oorspronkelijk uit veen bovenop door de zee gedeponeerde afzettingen. Door overstromingen vanuit de Zuiderzee kwam daar later weer een laagje klei overheen.
De huidige streek Waterland omvat het gebied van de huidige gemeenten Landsmeer, Edam-Volendam, Purmerend (behalve de Beemster en de Purmer) en Waterland. Tot de opkomst van grootstedelijke bebouwing behoorde ook het gebied van het stadsdeel Amsterdam-Noord tot Waterland, maar nu wordt alleen Landelijk Noord nog als deel van Waterland beschouwd. De grootste woonkernen zijn Edam-Volendam, Monnickendam en Purmerend.
Regio Waterland is een overlegplatform van de gemeenten Edam-Volendam, Landsmeer, Purmerend en Waterland.

## Geschiedenis
Rond het jaar 1000 was er al enige bewoning in Waterland. Het omvatte toen tevens de huidige Zaanstreek, en gedeeltes van de huidige Beemster en de Schermer.
Het dorp Zuiderwoude had in de elfde eeuw al een eigen kapel. In de twaalfde eeuw was het veengebied grotendeels ontgonnen. Veldnamen met 'laan' en 'werf' wijzen op plaatsen waar in de middeleeuwen boerderijen stonden. Het veen lag destijds een paar meter hoger dan de zeespiegel, maar was erg drassig. Om water af te voeren werden dwars op de veenstromen sloten gegraven. Het veen werd daardoor droger, waardoor akkerbouw mogelijk werd, onder andere van rogge. Na verloop van tijd klonk het veen in. Daardoor, en door de stijgende zeespiegel, dreigde het land onder te lopen. Om dat te verhinderen werden dijken aangelegd en werden de veenstromen afgedamd.
Grote overstromingen in de twaalfde en dertiende eeuw, waarbij onder meer de Zuiderzee en de Beemster ontstonden, noopten de Waterlanders tot de aanleg van een zeedijk (de Waterlandse Zeedijk) rond hun gebied, waartoe indertijd ook de huidige Zaanstreek behoorde. Dat gebied was een min of meer zelfstandige heerlijkheid, bestuurd door het geslacht Persijn. Jan van Persijn verkocht Waterland, Zeevang en zijn munitiones - huizen en versterkingen - in Amsterdam in 1281 of 1283 aan graaf Floris V, waarmee Waterland definitief aan Holland kwam. Het bleef gedurende de Middeleeuwen en de Republiek een baljuwschap. Het baljuwschap van Waterland bestond naast de stad Monnickendam uit de zes Waterlandse hoofddorpen Broek in Waterland, Ilpendam, Ransdorp, Schellingwoude, Zuiderwoude en Zunderdorp.
Tijdens de Tachtigjarige oorlog werd Waterland verwoest door zowel de Spanjaarden als de Geuzen. De Geuzenleider Diederik Sonoy voerde er als vertegenwoordiger van Willem van Oranje, een waar schrikbewind tegen de katholieken. Er bestaan in Waterland daarom ook nauwelijks nog gebouwen van voor 1600.
Tussen 1619 en 1811 was Ransdorp de vergaderplaats van de Waterlandse Unie waarin deze zes dorpen waren verenigd. Het voormalige raadhuis van Ransdorp werd in 1652 gebouwd als vergaderplaats van de unie. Na 1811 werden de dorpen zelfstandige gemeenten.
Tussen 1826 en 1828 is er gewerkt aan het Goudriaankanaal dat Amsterdam met de Zuiderzee moest gaan verbinden. Het kanaal is nooit afgemaakt, maar het tracé is nog steeds duidelijk zichtbaar in het landschap.

### Waterlandse Zeedijk
Na de ontginningsperiode vanaf de 10e eeuw klonk het oorspronkelijk boven het zeeniveau gelegen veenland steeds verder in, waardoor bescherming tegen het opdringende water van de Zuiderzee noodzakelijk werd. Vanaf de 12e eeuw begon men met het opwerpen van lage kades die langzamerhand werden uitgebreid en opgehoogd. Bij (dreigend) landverlies moesten ook vaak inlaagdijken gemaakt worden.

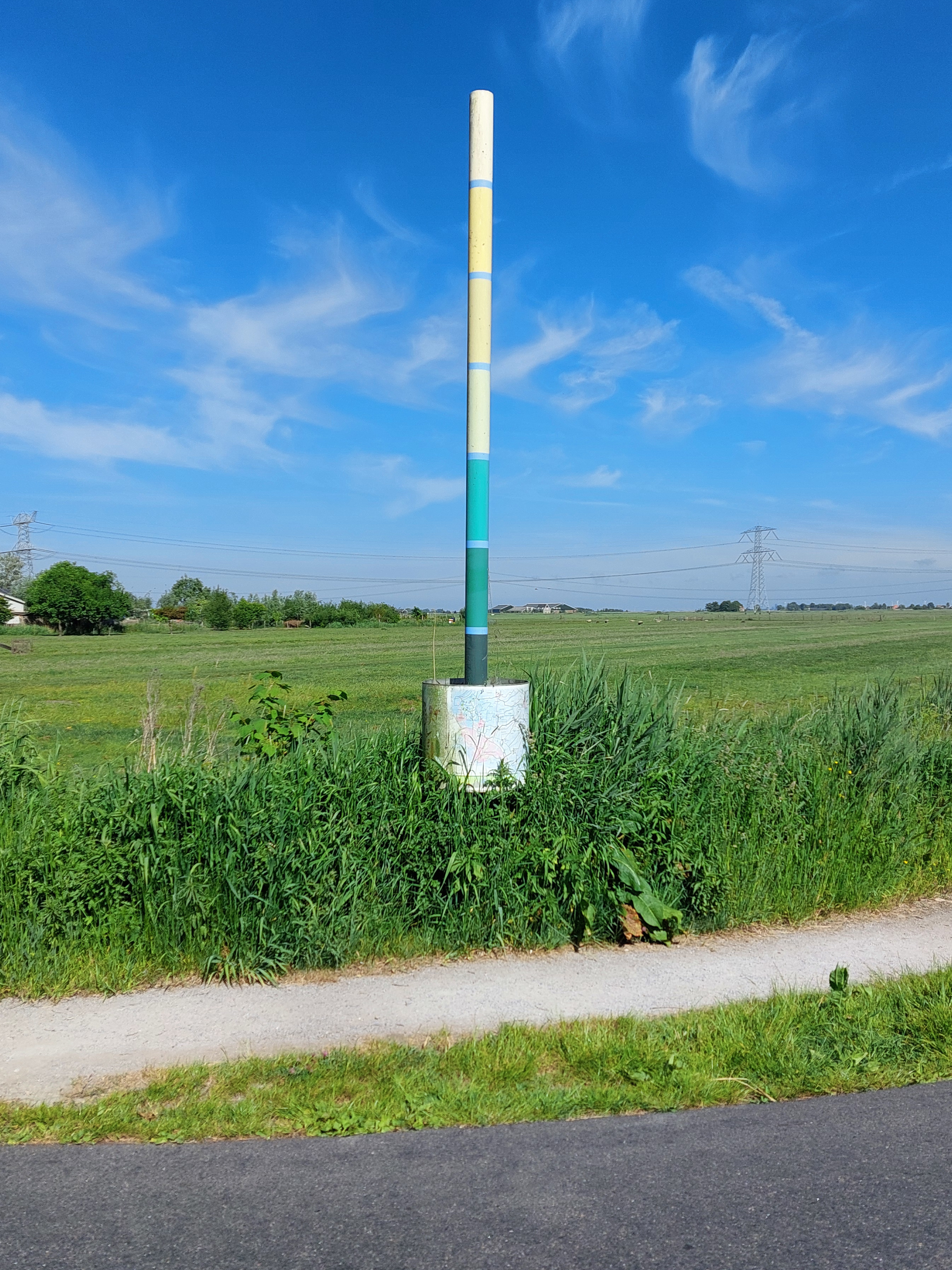
Zuil die de hoogte van het oorspronkelijke veenpakket visualiseert.

Nadat het gebied in 1288 definitief onder het gezag van de Graaf van Holland was gebracht werd het dijkonderhoud meer centraal georganiseerd en inmiddels was er ook sprake van een gesloten dijkring rond Waterland. Het aan de Zuiderzee en de inmiddels tot zeearm uitgegroeide IJ grenzende dijk werd de Waterlandse Zeedijk genoemd.
Vele malen zou deze nog doorbreken, waarna het achterliggende land overstroomde, totdat de voltooiing van de Afsluitdijk deze dijk in 1932 tot een secundaire dijk maakte. Maar sindsdien heeft deze dijk nog steeds de taak om het water van het niet meer rechtstreeks met de Noordzee in verbinding staande IJsselmeer te weren. Ook in recente jaren werden nog werkzaamheden ter versterking van deze dijk uitgevoerd in opdracht van het Hoogheemraadschap.
Ondanks de omdijking bleef Waterland een nat en drassig gebied waar akkerbouw niet meer mogelijk was, zodat de boeren zich toelegden op veeteelt. Door de dagelijkse productie van zuivelproducten en het ontbreken van een eigen voorraad graanproducten zoals meel ontstond een levendige handel die bijdroeg aan de ontwikkeling van de markten in plaatsen als Edam, Monnickendam en Purmerend. Deze kregen stadsrechten in respectievelijk 1357, 1356 en 1410.
Verbeterde bemalingstechnieken maakten in de zeventiende eeuw het droogmaken mogelijk van het Buikslotermeer, Broekermeer en Belmermeer (1627).
Dijkdoorbraken leidden herhaaldelijk tot grote overstromingen. Bekend zijn de Sint-Elisabethsvloed (1421), Allerheiligenvloed (1570), en de watersnoden in 1825 en in 1916. Bij de doorbraak van 1825 ontstond het Kinselmeer. Ook in 1625 en 1687 waren er dijkdoorbraken. Sinds de afsluiting van de Zuiderzee in 1932 is Waterland niet meer ondergelopen.

### Waterlandse melkschuit
De Waterlandse melkschuit werd van de 17e tot de 20e eeuw gebruikt om vaten verse melk en karnemelk uit het zuidelijk deel van Waterland onder andere via de sluis van Nieuwendam te transporteren naar Amsterdam. De dorpen Oostzaan, Landsmeer, Broek in Waterland, Watergang, Schellingwoude, Zunderdorp en Ransdorp hadden een of meer melkschuiten in de vaart. Het transport moest snel want de melk mocht niet bederven. De melk werd eenmaal in Amsterdam aangekomen, meteen verkocht. Veelal voeren melkmeisjes mee, die ook roeiden als dat nodig was. Zij verkochten de melk rechtstreeks huis-aan-huis. De boeren werkten samen in compagnieën om gezamenlijk een melkschuit te exploiteren. De laatste melkschuit verdween in 1909. Het vervoer van melk ging daarna met hondenkarren en later met paard en wagen naar de veerpont over het IJ.

## Agrarisch natuurbeheer
Daar de omstandigheden voor landbouw moeilijk zijn, maar boeren bijdragen aan het typische landschap, wordt sinds 1980 geprobeerd een vorm van agrarisch natuurbeheer vorm te geven. Natuurbeschermers en boeren werken daartoe samen in het Samenwerkingsverband Waterland.

## Dialect
In Waterland wordt vanouds het Waterlands dialect gesproken. Tegenwoordig wordt het dialect steeds meer verdrongen door het AN en het Amsterdams. Toch worden het Markens en vooral het Volendams, die beide als vormen van het Waterlands dialect worden beschouwd, tot op de dag van vandaag gesproken.